# 馮學謨
馮學謨（？—？），號宣猷，四川鄰水縣人，乾隆五十九年歲貢生，六十年三月捐納訓導，嘉慶元年六月署安縣教諭，三年署綿州訓導，四年署江油縣訓導，嘉慶二十一年六月選任射洪縣訓導。歷任營山縣訓導。